# Tobar Bhríde (Liscannor)
Tobar Bhríde (deutsch: „Brigids Quelle“, englisch auch „St. Brigid’s Well“) ist eine heilige Quelle der Brigid bei Liscannor, im County Clare in Irland. Die Quelle, mit der Göttin Bhríde der irischen Kelten verbunden, ist eine der bedeutendsten unter den 15 heiligen Quellen dieses Namens auf der Insel.

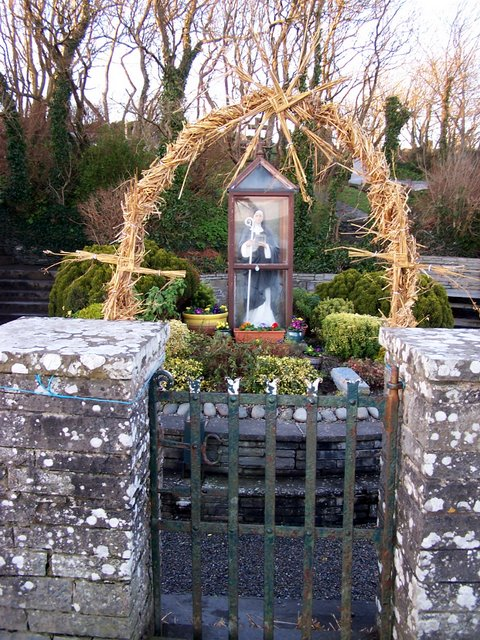
Der Zugang zur Quelle

## Namensgebung
Die Quelle ist nach der gälischen Göttin Brigid (neuirisch Bríd) benannt. „Tobar“ steht im irischen Gälisch für Quelle.

## Beschreibung
Die Tobar Bhríde bei Liscannor ist eine der bedeutendsten unter den 15 heiligen Quellen des ursprünglich gälischen Quellkults der Brigid in Irland.
St. Brigid’s Well ist ein Ort der Feier des alten Festes von Lughnasa und ein christlicher Wallfahrtsort. Es begann in der Vorzeit als heidnisches Erntefest. Ein Bericht vom Anfang des 19. Jahrhunderts besagt, dass sich am Vortag des Girlandensonntag – dem letzten Sonntag im Juli – die Leute an der St. Brigid's Well versammeln und dort die ganze Nacht bleiben, um die Quelle zu umrunden und die Heilige über der Quelle anzurufen. Wenn die Zeremonie vorüber ist, amüsieren sie bis zum Morgen bei Tanz und Gesang. Am nächsten Tag wandern sie etwa fünf Kilometer nach Lahinch, um die Geselligkeiten bei Tanz und einem Pferderennen am Strand abzuschließen. Dieses Muster wurde im Jahr 1839 auf „Satharn Chromdubh“, den Vorabend des Girlandensonntages und die Quelle übertragen. Die Quelle wurde dabei „Dabhachs Braut“ oder das „Fass der Brigid“ genannt. Gaben wurden aber auch am 1. Februar, dem Festtag von Brigid, der Schutzherrin Irlands dargebracht. Infolge einer Heilung, die er dem Brunnenwasser zuschrieb, erbaute Cornelius O’Brian, genannt Corney, um 1830 das Quellenhaus auf traditionelle Weise ummauert mit Moher Sandstein und geschmückt mit religiösen und weltlichen Gegenständen.
Die Bildsäule von Brigid steht im Hof für die Umrundungen der Quelle. An der Rückseite steht ein elegantes Steinkreuz, umgeben von unzähligen Füßen mit der Inschrift: In hoc signo vinces („unter diesem Zeichen wirst du siegen“).
Etwa 400 Meter von Brigid’s Well entfernt, liegt geschmückt mit den Wappen der O’Brien eine profane Quelle in einem gotischen Quellenhaus.